# 木卫二

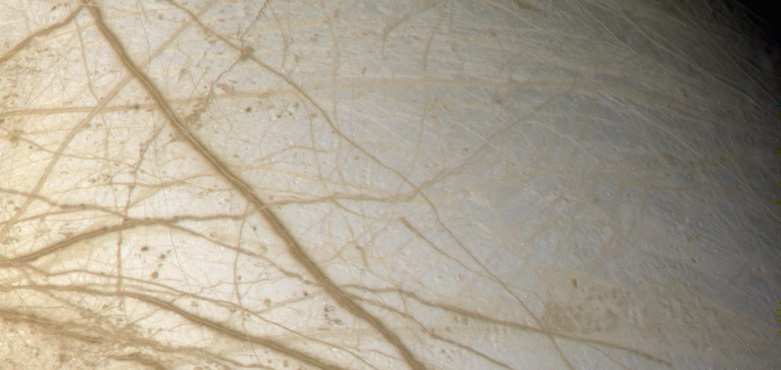
伽利略號飛船拍攝到接近真實色彩的木衛二表面照片

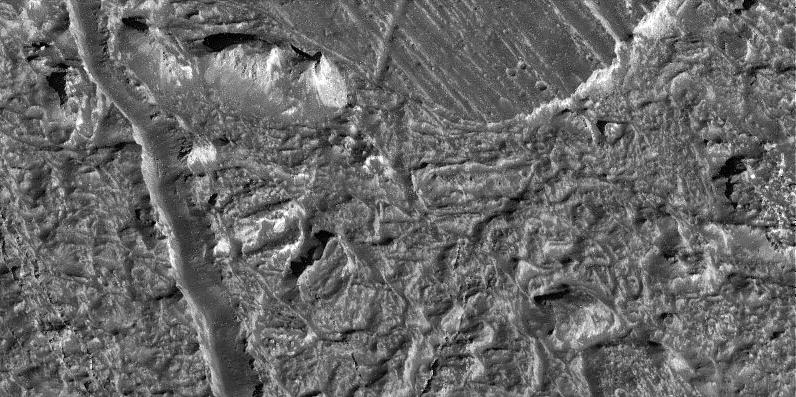
木衛二的「康納馬拉混沌地形」，崎嶇的山丘和平坦的盆地交錯在一起

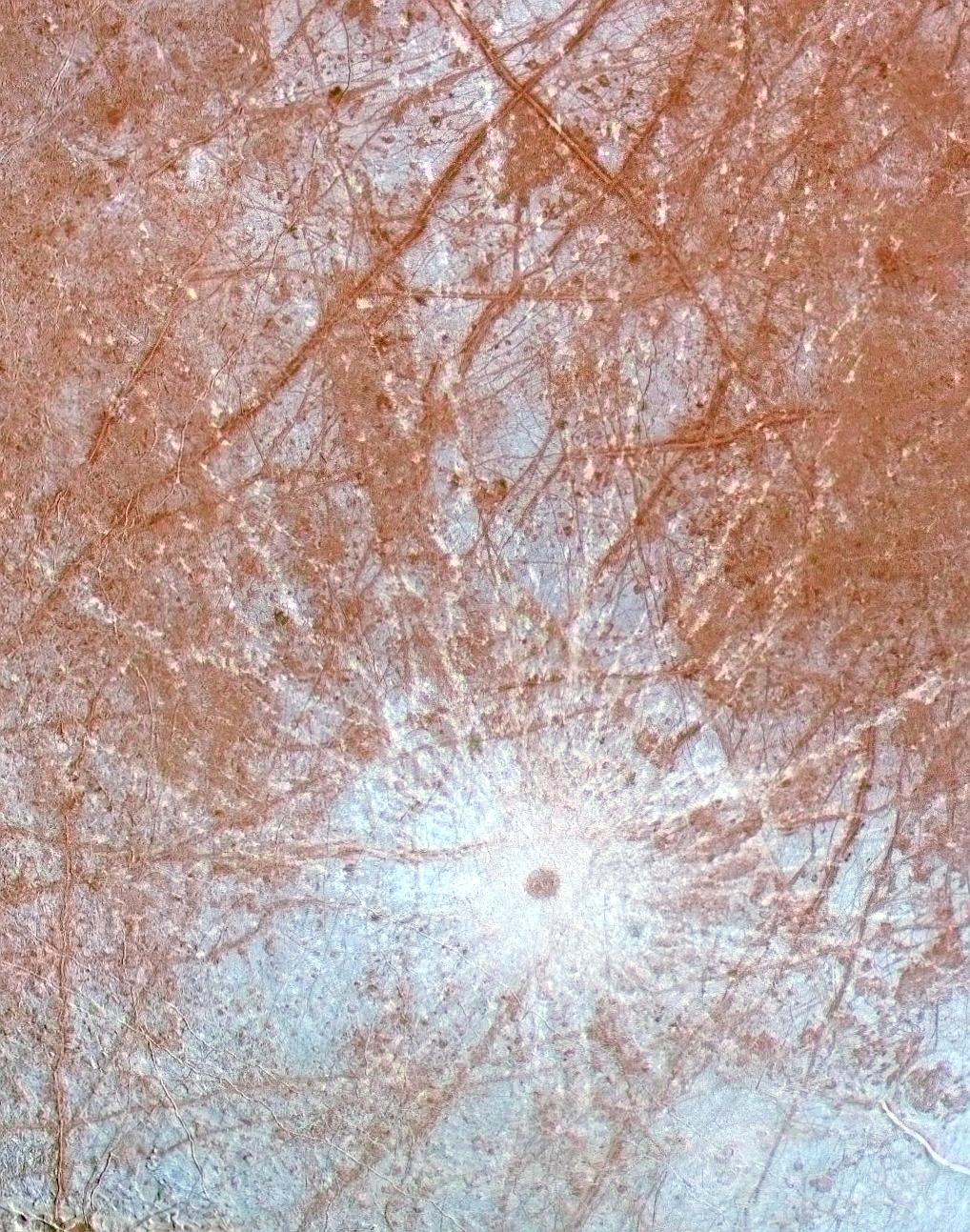
皮威尔撞击坑

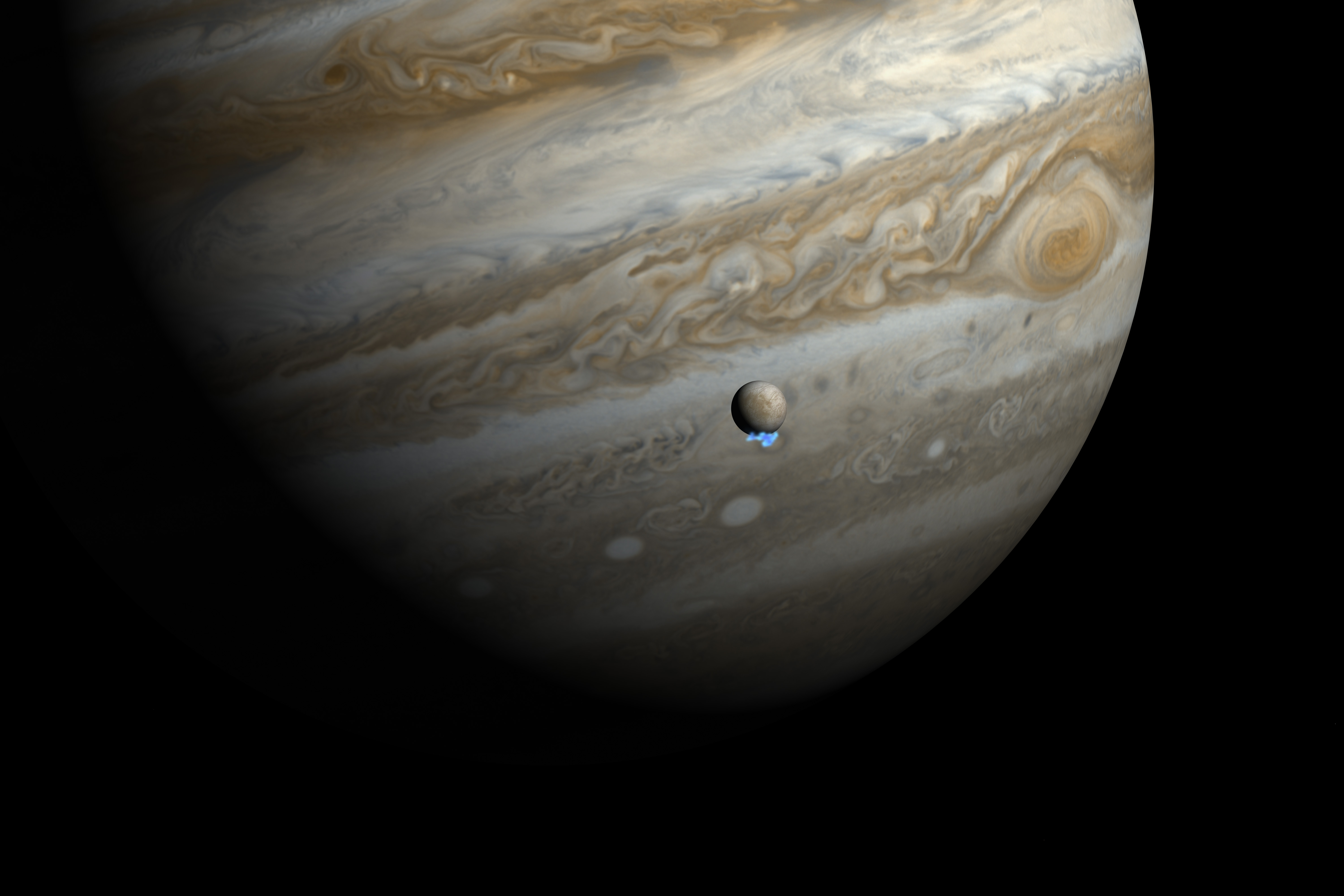
藝術家筆下的木衛二噴出羽狀水蒸氣，在後面的是木星。

木衛二，又稱「歐羅巴」（英語：Europa，IPA: /juˈroʊpə/），木星的天然衛星之一，由伽利略於1610年發現（不久之後又由西門·馬里烏斯獨立發現），是四顆伽利略衛星中最小的一顆。在已知的95顆木星衛星中，木衛二是直徑和質量第四大，公轉軌道距離木星第六近的一顆。木卫二稍微比月球小，主要由硅酸盐岩石构成，并具有水-冰地壳，和可能是一个铁-镍核心；有稀薄的大气层，主要由氧气组成；表面有大量裂缝和条纹，而陨石坑比较罕见，有在太阳系任何已知的固体物体的最光滑表面。

## 木衛二的詞源
剛剛發現木衛二的時候，馬里烏思將之命名爲歐羅巴（芭，Europa）。歐羅巴是希臘神話中的美麗腓尼基公主，其他三顆伽利略衛星也由馬里烏斯以希臘神話人物分别命名爲埃歐（Io，木衛一）、蓋尼米德（Ganymede，木衛三）和卡利斯托（卡利斯多、卡里斯托或卡利斯托；Callisto，木衛四），這四個人物皆以英俊或美麗著稱。但是在20世紀中葉以前，相當長的一段時期内，這一套命名並未獲天文學家所認可。早期的文獻中多以位置編號將「歐羅巴」稱作「木衛二」。1892年發現了木衛五，比之前已知的所有木星衛星都更靠内。1979年旅行者號探測器又發現了三顆內側衛星，至此，「歐羅巴」的位置排到了第六。儘管如此，編號名仍然承襲下來，並偶爾有使用，中文因對音等問題，亦通行以「木衛二」指稱「Europa」。

## 軌道特徵
木衛二與木星之間的平均距離爲670,900公里，公轉一週只須三天半的時間。它的軌道十分接近正圓，偏心率僅0.009。跟其他的伽利略衛星一樣，木衛二也被潮汐鎖定，因而有一個半球永遠朝向木星。由木星和其他衛星不同方向的重力牽引所轉化成的熱和能量爲有可能發生的，冰層內部液化成海洋，以及驅動表層下的地質運動提供了必要的條件。

## 物理特徵

木衛二內部結構

### 內部結構
木衛二的主體構成與類地行星相似，即主要由硅酸鹽岩石構成。它的表面由水覆蓋，據推測厚可達上百千米（上層爲凍結的冰殼，冰殼下是液態的海洋），1995到2003年期間環繞木星進行科學考查的伽利略號飛船所採集到的磁場數據表明，木衛二在木星磁場的影響下自身能夠產生一個感應磁場，這一發現暗示著，其表層內部很可能存在與鹹水海洋相似的傳導層。木衛二可能還有一個金屬性的鐵核。

### 表面特徵
木衛二的表面大體光滑，很少有超過幾百米的起伏，不過在某些地區也可以觀測到接近一公里的落差。木衛二是太陽系中已知最光滑的天體。它那些顯眼的縱橫交錯的紋路，也就是所謂的反照率特徵，是由低淺的地形所造成。由於撞擊坑非常少，木衛二是反照率最高的衛星之一。這也暗示了它的表面是相當「年輕」和「活躍」的；基於對木衛二可能經受的彗星撞擊頻度的估算，它的「表面」年齡大概在2千萬到1億8千萬年之間（從其地質特徵可明顯看出年齡的巨大差距）。
木衛二表面最突出的特徵就是那些張牙舞爪地佈滿整個星球的暗色條紋。近距離觀測表明，條紋兩側的板塊有相向移動的現象。大一點的條紋橫向跨度可達20公里，可以觀察到這些寬條紋的深色部分和板塊外緣有模糊過渡。規則的紋路，以及寬條紋夾有淺色的細紋，這些形態很可能是由表層冰殼開裂較溫暖的下層物質暴露而引起的冰火山噴發或間歇泉所造成。這與在地球上的海脊有著相似的效果。據推想，大部分的裂痕是由木星所施加的強大的潮汐壓力所造成；由於木衛二已被潮汐鎖定，它總是保持一個方向對著木星，固定的壓力模式應該可以形成特定的可預測的破例式樣。然而在木衛二表面上只有新近出現的裂痕纔符合預測的式樣，其他的裂痕可以向各個方向延伸，年代越久遠的就越是如此。一個較合邏輯的解釋是，木衛二其表層的自轉速度要略快於其內部，冰面下的海洋將外殼與更下層的地幔分隔開，冰殼在木星的重力牽扯下被撕裂。對比旅行者號和伽利略號拍攝的照片可測算出，大約每10,000年木衛二的外殼會比其內部多自轉一週。
木衛二另一個顯著的特徵就是遍佈四野的或大或小或圓或橢的暗斑，拉丁文作「lenticulae」，義爲「雀斑」。這些暗斑有的突起如穹有的凹陷如坑有的平坦如鏡，也有的紋理紛糅粗糙。突起的小丘多頂部平整，顯見著原本是與周遭的平原一體，受推擠上抬而形成。據推想，暗斑的形成是下層溫度較高的「暖冰」在底闢作用下向上湧升而穿透表層的「寒冰」所致，其運動機理與（地球）地殼內部的熔岩窨相似。光滑的暗斑是「暖冰」衝破表殼時有融水滲出所造成，那些粗糙雜錯的斑痕（又被稱作「混沌」（chaos）區域，如康納馬拉混沌）是由大量細小的表殼碎片鑲嵌在暗色的圓丘中所構成，就像是極地海洋中漂浮的冰山（地球）。

### 冰下海洋
木衛二的表面溫度在赤道地區平均爲110K（-163℃），兩極更低，只有50K（-223℃），所以表面的水是永久凍結的。但是潮汐力所提供的熱能可能會使表面冰層以下的水保持液態。這個猜想最初由針對潮汐熱的一系列推測所引發（略為偏心的軌道和木衛二與其他伽利略衛星之間的軌道共振所產生的後果）。伽利略計劃的讀圖團隊在對伽利略號和旅行者號所拍攝的圖像分析之後推測木衛二的地形特徵意味著冰下海洋的存在。有學者將木衛二表面極富特色的混沌地形解釋爲下層海水滲出地表而造成。但是這一解釋爭議極大，多數對木衛二進行研究的地質學家更傾向於支持一個被稱作「厚冰」模型的理論，他們認為即便存在這樣的海洋，也幾乎不可能對表面造成直接的影響。對冰殼厚度的估算也存在相當大的分歧，有認為是幾千米的，也有認為是數十千米的。
木衛二表面為數不多的幾個大形的撞擊坑就是支持「厚冰」模型的最佳證據。最大的一個撞擊坑被若干同心圓圈所環繞，坑内被新鮮的冰填充得相當平整。以此爲基礎再結合對潮汐力所生成的熱能的估算，所推測出冰殼厚度在10到30公里之間，與地球地殼的厚度相當，這也意味著冰下的海洋可能深達100公里
伽利略號軌道飛行器還觀測到，木衛二在通過木星巨大的磁場時自身會產生一個強度呈週期性變化的弱磁場（其強度與木衛四接近，約爲木衛三磁場的四分之一）。有猜測認為，冰下鹹水海洋中的極性離子是該磁場的成因。
另有光譜分析的證據表明，木衛二表面裂痕中微顯淡紅色的物質有可能是從冰下滲出的海水揮發後沉積下來的鹽（比如硫酸鎂）。硫化氫也是這一現象的一個合理的解釋。但是，由於這兩種物質的純淨物都是無色或白色的，別的一些物質也被用於解釋淡紅色的成因，比如含有硫磺的混合物等。

### 大氣
1994年哈勃空間望遠鏡的戈達德高解析攝譜儀觀測到，木衛二的表面包裹著一層主要由氧構成的極其稀薄的大氣（1地表氣壓約1微帕）。在已知的太陽系的所有衛星當中只有七顆具有大氣層（其他六星爲木衛一、木衛四、土衛二、木衛三、土衛六和海衛一）與地球不同，木衛二大氣中的氧是非生物來源的。很可能是帶電粒子的撞擊和陽光中的紫外線線的照射使木衛二表面冰層中部分水分子分解成氧和氫，氫因原子量低而逃逸，原子量相對較高的氧則被保留下來。

## 宜居潜力

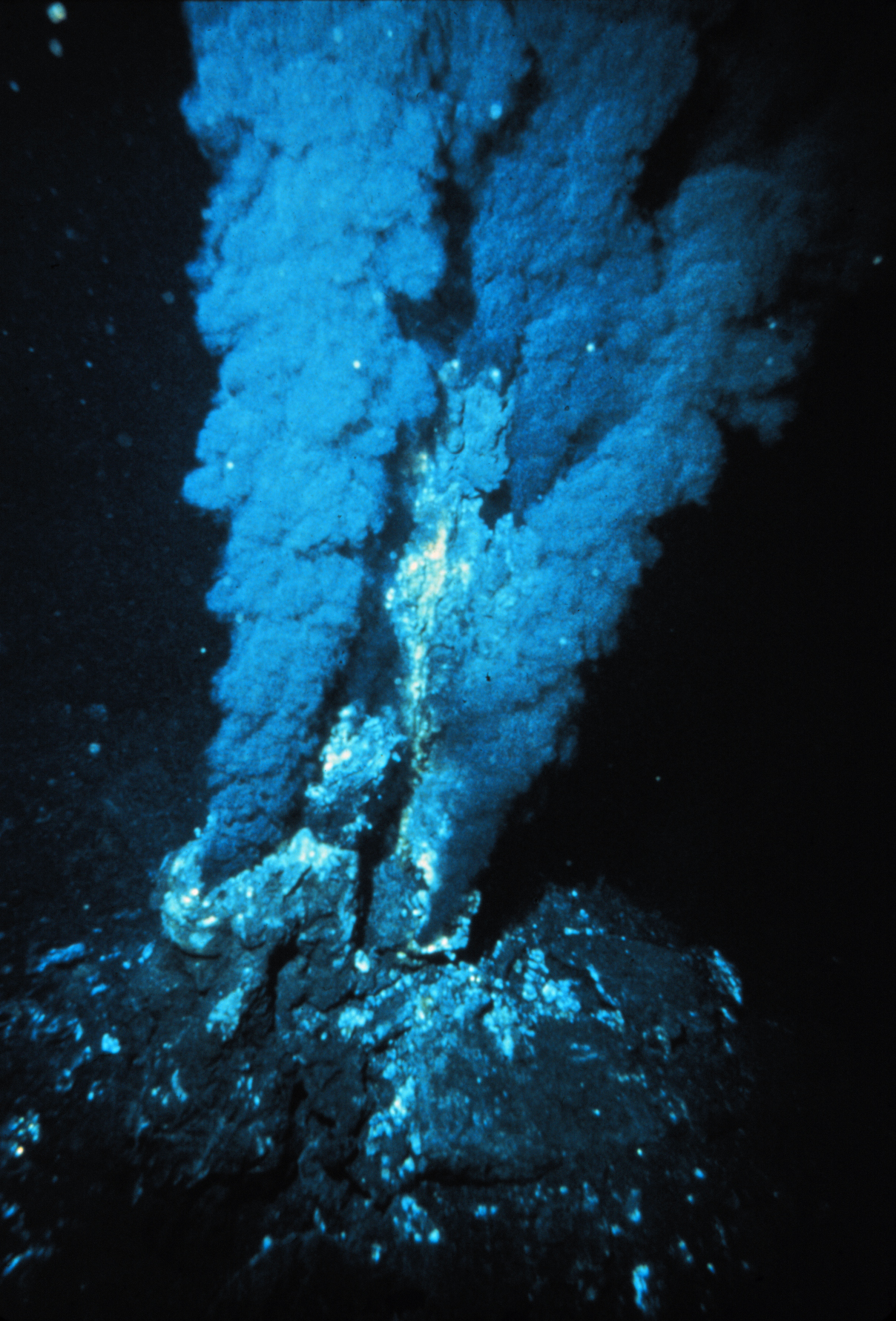
大西洋海底的黑烟囱。在地热能的驱动下，这些不同类型的热液喷口会产生出为生命提供能源的化学不平衡。

到目前为止，尚未有证据表明木卫二上存在生命，但木卫二已成为太阳系中最有可能宜居的地点之一。生命可能存在于它的冰下海洋中，也许类似地球深海热液喷口的环境中。2016年美国宇航局的一项研究发现，即使木卫二缺乏火山热液活动，它也可通过与蛇纹石化和冰源氧化物相关的作用过程，产生出类似地球水平的氢和氧，而这些过程并不直接涉及火山作用。2015年，科学家们宣布，木卫二上部分地质特征可能覆盖了来自地下海洋的盐，表明海洋正在与海底相互作用，这对于确认木卫二是否宜居可能非常重要。木卫二上液态水与石质地幔间可能存在的接触，促使人们呼吁向那里发射探测器。

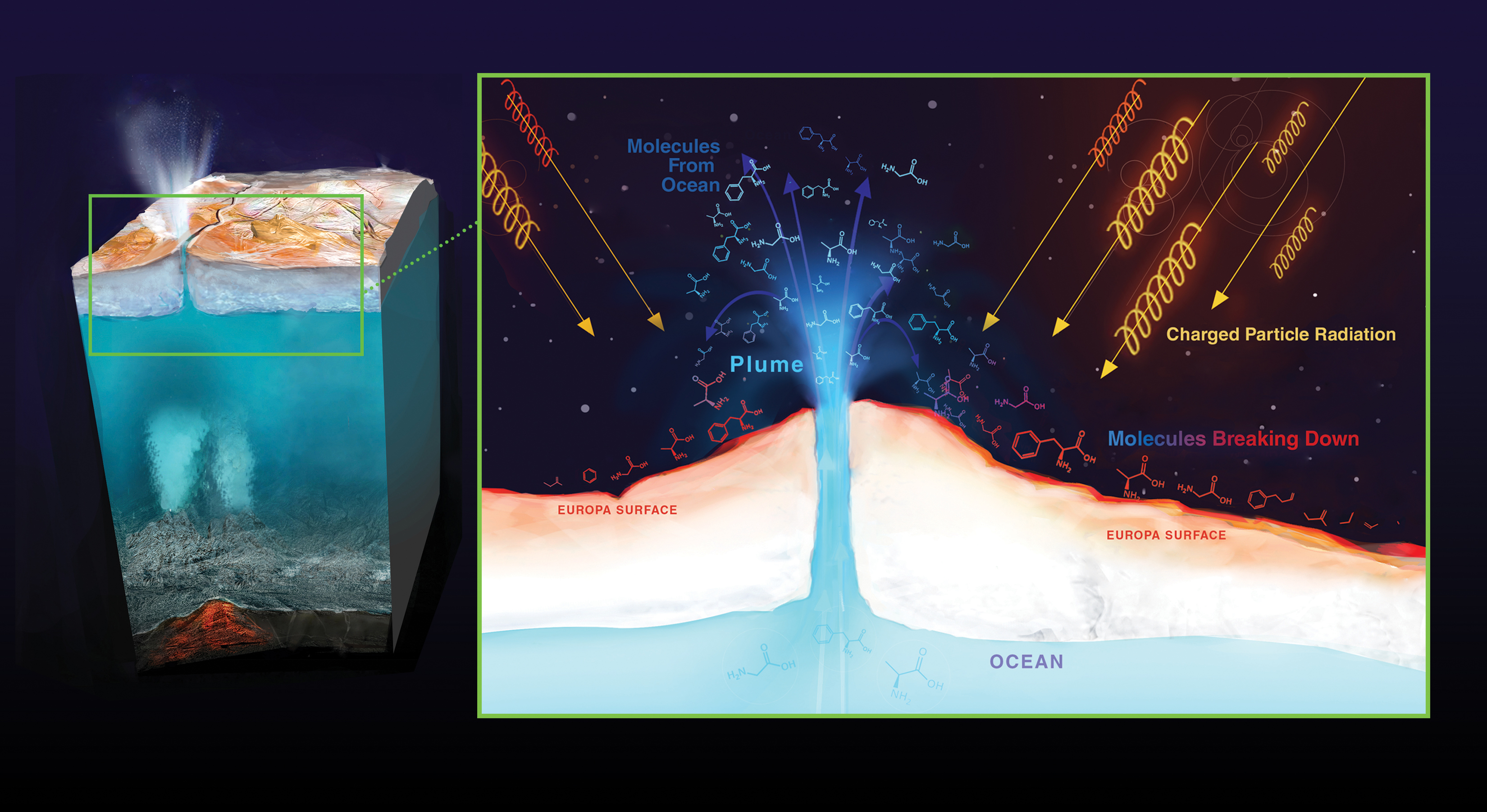
木卫二—辐射对生物印迹化学体可能的影响。

潮汐力提供的能量推动了木卫二内部活跃的地质作用，就像在木卫一上所产生的一样，只是程度要更明显得多。虽然木卫二和地球一样，可能拥有内部放射性衰变热源，但潮汐折曲产生的能量比任何辐射源都大数个量级。
木卫二上的生命可能聚集在海底热液口周围以及类似地球上一般栖息着岩内生物(Endolith)的洋底，或者，就像地球极地藻类和细菌一样，附着在木卫二冰层的下表面，也可能自由漂浮在木卫二海洋中。如果木卫二海洋太冷，类似地球上已知生物的进化过程就不可能发生。如果太鹹，则只有极端嗜盐菌才能在这种环境中生存。2010年，亚利桑那大学的理查德·格林伯格（Richard Greenberg）提出了一种模型，木卫二表面的冰辐照可使地壳中饱含氧和过氧化物，然后通过构造活动将其输送至内部海洋，这一过程可在仅1200万年内就使木卫二海洋与地球海洋一样含有氧气，从而允许复杂多细胞生物的存在。
有证据表明，存在完全包裹在木卫二冰冷外壳中的液态水湖泊，这与被认为存在于冰壳下更深处的液态海洋不同。如果得到证实，这些湖泊可能是另一种潜在的生命栖息地。有证据表明，木卫二大部分表面都富含过氧化氢。由于过氧化氢在与液态水结合时会分解为氧气和水，作者认为它可能是简单生命形式的重要能量供给。
在地球上通常与有机物质有关的粘土状矿物（特别是页硅酸盐），也已在木卫二冰壳上被发现，矿物的出现可能是与小行星或彗星碰撞的结果。
一些科学家推测，地球上的生命可能通过小行星碰撞进入太空，并以一种称为陨石有生源说的过程抵达了木星的卫星。

## 相关探索

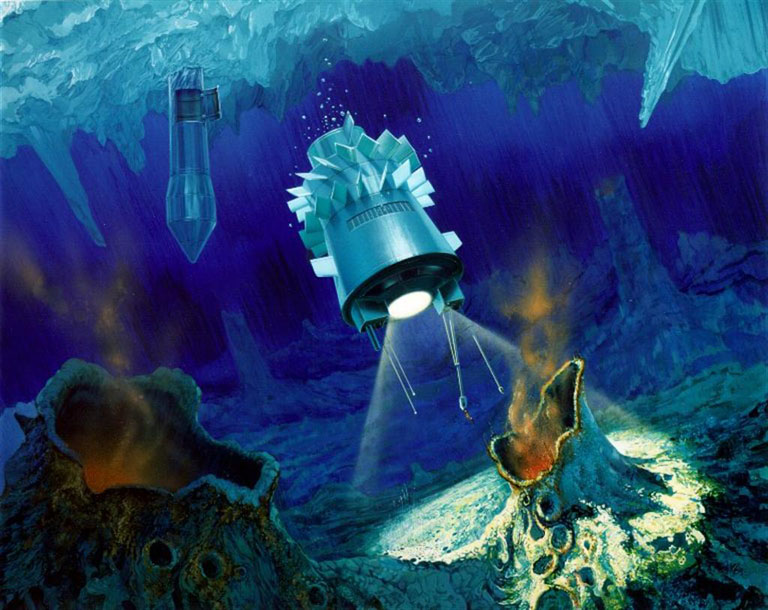
穿冰機器人（cryobot）和涵泳機器人（hydrobot）的藝術想像圖。

人类有關木衛二的大多數知識都獲取自旅行者号和伽利略号兩次任務中的飛掠觀測。木星冰月軌道器計劃已於2005年取消，但是還有各種各樣針對木衛二的未來探索任務的議案被不斷的提出。
2006年NASA（美國航空暨太空總署）的預算中編列了應美國國會的口頭提請爲未來的環航木衛二計劃而建立基金。在設想中，該計劃的任務包括：通過重力和高度的測量手段確認木衛二的表面冰殼下是否存在海洋；大範圍地對地表進行高解析拍攝，通過光譜分析以確認其表面物質的化學成分；以及利用穿冰雷達對冰層進行穿透探測等。該計劃甚至考慮讓飛船攜帶一個小型的著陸裝置，利用此裝置直接分析木衛二表面的化學成分，同時採集地震波數據以確定冰層的厚度和活躍程度。然而目前不可確知該計劃是否有切實啟動的可能，NASA2007年度的預算編列中就沒有這項資金。
另一個可行的計劃是使用與深度撞擊（DI）計劃相似的撞擊器。用撞擊器猛烈撞擊木衛二表面以激起碎屑煙霧，讓一艘小型飛船穿過煙霧收集碎屑。因無須從木星或木衛二的環航軌道上發射著陸器——當然也省略了從衛星上重新起飛的步驟——燃料的消耗將大大縮減，故而該設想被看成是最經濟的方案之一。
還有一些更大膽的設想，比如發射一個著陸器尋找凍結在冰殼淺層的可能的生命跡象，或者直接深入內部對冰下海洋進行探查。提案之是派遣一個被稱作「融探」（Melt Probe）的巨型核動力探測器（穿冰機器人——cryobot），用它融冰打孔，一直鑚入到冰下海洋，接觸到水後再釋放一個自主運行的水下行走器（涵泳機器人——hydrobot）。這個裝置可以將收集到信息傳送回地球。穿冰和涵泳機器人都要經過嚴格的消毒，以避免將可能從地球攜帶的有機質誤認作當地的生物，並杜絕對冰下海洋的污染。這一議案尚未進入嚴肅籌劃的階段。
Cryobot在南极洲经过了测试。随着钻头通过产生的热量融化冰层，探测器会“越陷越深”。融化冰层从理论上讲是个不错的概念，但如果探测器碰到冰层深处的东西，比如大块石头，它将陷入其中不可自拔。如果不能融化冰层，那么探测任务将就此走向终结。香港理工大学和匈牙利格拉兹威尔特劳姆福斯特研究所设计出将钻探技术和融化方法完美融为一体的创新方法。他们提出的“热钻”（thermal drill）系统原型机在实验中表现不俗，实验结果刊登在2008年7月出版的《行星和空间科学》杂志上。
高校空間研究協會（Universities Space Research Association）於2006年出版了一冊《太陽系探索指南》（Solar System Exploration Roadmap）作為NASA的決策參考。該手冊將對木衛二的探索排在前列，建議於2008年啟動一系列有關旗艦級木衛二任務的策劃項目，並期望飛船能在2015年升空。

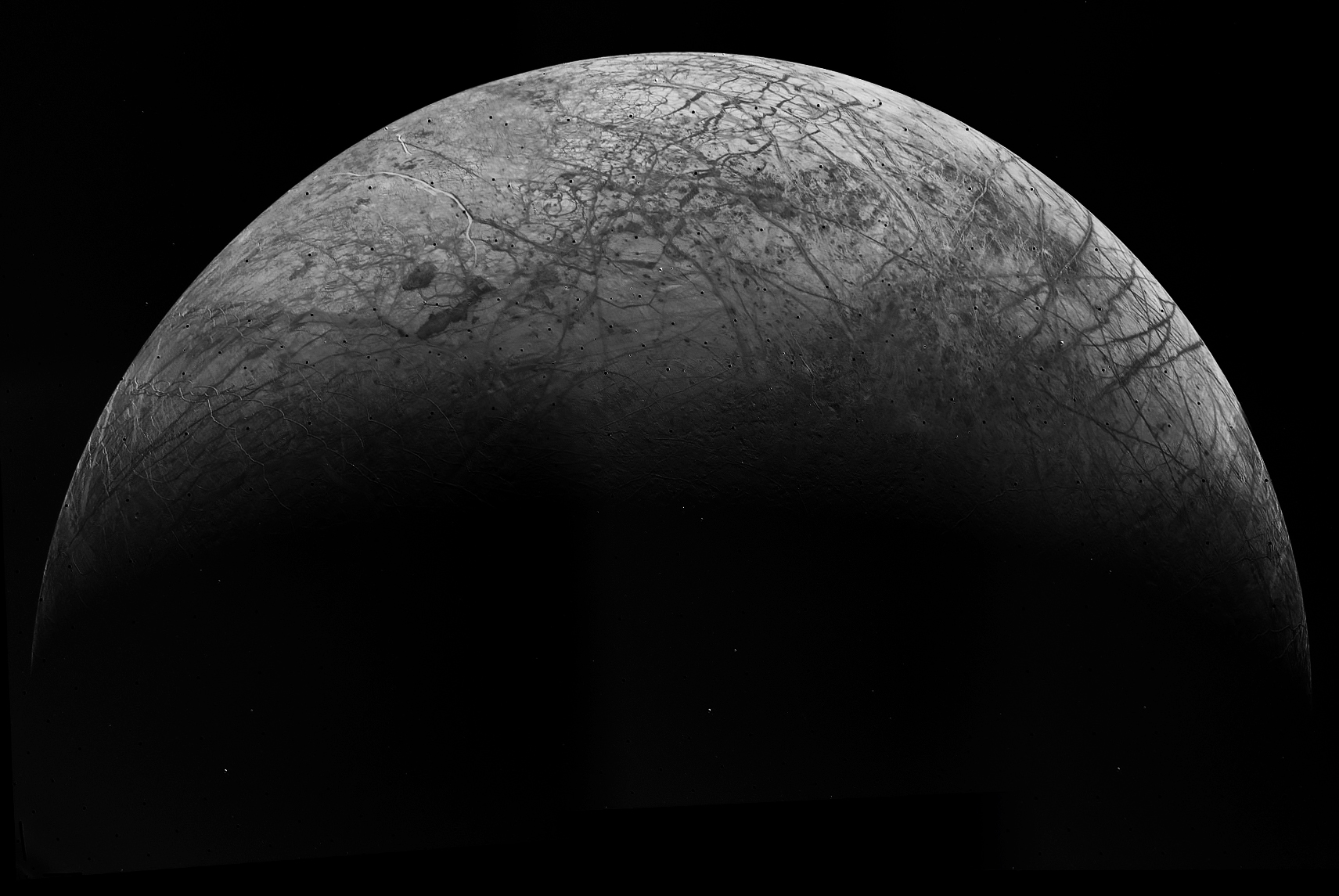
由旅行者2号所拍摄的木卫二高解析度图片，图片显示木卫二有着光滑的表面，只有三个陨石坑的直径超过5公里。

## 大众文化
2013年科幻冒险片《木衛二報告》
2016年11月4日发售的《使命召唤：无限战争》中第一章剧情在木卫二上开展。
2019年進入先期發佈的遊戲《潜渊症》可以直接操控潛艇在木衛二冰層下探索並遭遇虛構生物。
2019年美國HBO電視劇《守護者》中，超級英雄曼哈頓博士及安卓林·徫特／智謀者就曾經在這顆衛星上生存並創造生命。
2020年Bungie工作室发售的《命运2》DLC内容 《凌光之刻 （页面存档备份，存于）》剧情以木卫二作为主要场景。

## 外部連結
- Europa, a Continuing Story of Discovery at NASA/JPL （页面存档备份，存于）
- The Calendars of Jupiter
- Are our nearest living neighbours on one of Jupiter's Moons?
- 木卫二图片集 （页面存档备份，存于）